# Bruce Allen
Bruce Allen (Vancouver, 19 maggio 1945) è un manager e imprenditore canadese, fondatore di Bruce Allen Talent, una delle più importanti società dell'industria dell'intrattenimento canadese..
È noto soprattutto per essere il manager di musicisti, produttori e personaggi dello sport. Ad'oggi è il manager di Jann Arden, Michael Buble, Anne Murray, The Offspring, Bob Rock e del compositore, produttore e arrangiatore Dave Pierce.
Il 18 dicembre 2023 il giornalista David Farrell, in un articolo su Billboard Canada, annuncia la separazione fra Allen e il cantautore Bryan Adams, dopo 44 anni di collaborazione.
In passato è stato manager di Bachman-Turner Overdrive, Prism, Loverboy e Martina McBride.
Nel 1985, ha organizzato Northern Lights il nome usato dal supergruppo di musicisti canadesi, per registrare il singolo Tears Are Not Enough. I ricavati furono donati alla popolazione dell'Etiopia colpita in quegli anni da una carestia. Il Live Aid seguì a queste tre composizioni il 13 luglio 1985.

## Nella cultura di massa
Una delle band di Bruce, Bachman-Turner Overdrive, fece riferimento a Bruce (non per nome) in una canzone del loro album del 1973, Welcome Home dell'album Bachman-Turner Overdrive II.
Ha cantato nei cori di sottofondo per Bryan Adams, nella canzone Cuts Like A Knife.
È comproprietario di una squadra della WHL, i Vancouver Giants.

## Riconoscimenti[2]
- 1985 - Manager dell'anno - Il record
- 1985 - Manager dell'anno - Billboard Magazine
- 1986 – 4 febbraio –  Bruce Allen Day – proclamato dal sindaco di Vancouver Mike Harcourt
- 1986 - Uomo dell'anno - Brotherhood Inter-Faith Society di Vancouver
- 1987 - Premio Walt Grealis Hall of Fame per risultati eccezionali nell'industria musicale (CARAS)
- 1987 - Manager dell'anno
- 1991 - Premio Industry Hall of Fame - The Record
- 1992 - Performance Magazine - Premio internazionale alla realizzazione
- 1996 - BC Business Magazine - Imprenditore dell'anno - Canada Pacifico - Categoria servizi
- 1997 - Premio Pacific Music Industry - Industry Builder
- 2000 – Inserito nella BC Entertainment Hall of Fame “Starwalk”
- 2001 - Manager dell'anno della Canadian Country Music Association
- 2006 - Premio internazionale CCMA Leonard T. Rambeau
- 2008 - Premio Honor Roll da The Music Managers Forum - Canada
- 2010 - Premio alla carriera del presidente PNE
- 2019 - Migliore agenzia di talenti per l'intrattenimento - Canadian Business Awards